# Hagen Klein
Hagen Klein (* 8. April 1949) ist ein ehemaliger deutscher Motorradrennfahrer.

## Karriere
Hagen Klein gewann in seiner Laufbahn zweimal Deutsche Motorrad-Straßenmeisterschaft in der 50-cm³-Klasse. 1979 war er auf Hess Special siegreich und 1981 gewann er auf Kreidler.
Zwischen 1977 und 1989 startete Klein außerdem in der 50 bzw. 80-cm³-Klasse der Motorrad-Weltmeisterschaft. Seine beste WM-Platzierung erreichte er 1981, als er auf Kreidler-Van Veen Fünfter der 50er-WM wurde. In den insgesamt 31 Grand-Prix-Rennen, an denen er teilnahm, erreichte Hagen Klein drei dritte Plätze in der „Schnapsglasklasse“: 1979 beim Großen Preis von Jugoslawien in Rijeka, 1981 beim Nationen-Grand-Prix in Monza und 1983 beim Grand Prix von Frankreich in Le Mans.
Im August 1982 sorgte Hagen Klein für einen Eklat, als er nach seinem Sieg beim internationalen ADAC-Eifelpokal-Rennen auf dem Nürburgring das Siegerpodest noch während des Abspielens der Nationalhymne verließ. Er erklärte wenig später, dass dies ein Akt des politischen Protests gewesen sei, da wenige Monate zuvor in seiner Heimat Kornwestheim der Moped-Hersteller Kreidler in die Insolvenz gegangen war und dabei 1500 Menschen ihren Arbeitsplatz verloren hatte. Klein wurde daraufhin von der OMK sanktioniert.
Hagen Klein lebt heute in Bottighofen, im Schweizer Kanton Thurgau als Autohändler.

## Erfolge
- 1979 – Deutscher 50-cm³-Meister auf Hess Special
- 1981 – Deutscher 50-cm³-Meister auf Kreidler